# Liz Da-Silva
Elizabeth Omowunmi Tekovi Da-Silva (Obalende, 10 de junio de 1978) es una actriz y productora cinematográfica nigeriana activa en la industria yoruba. En 2016 fue nominada en los City People Movie Award en la categoría de mejor actriz de reparto y en 2018 ganó un premio en la misma categoría en los Best of Nollywood Awards.

## Carrera
En una entrevista con el diario nigeriano The Punch, Da-Silva reveló que su atracción por la industria cinematográfica yoruba comenzó mientras estaba en la escuela secundaria y posteriormente comenzó a participar en obras de teatro. Declaró además que debutó oficialmente en esta industria cinematográfica en 2004 con la ayuda de la actriz Iyabo Ojo. Su carrera despegó luego de aparecer en las películas Wakati Meta de Wale Lawal y Omidan de Iyabo Ojo.
En 2012 debutó como productora de cine con una película titulada Mama Insurance en la que participaron Ayo Mogaji, Lanre Hassan, Iyabo Ojo, Ronke Ojo y Doris Simeon.

## Filmografía destacada
- Ore L'ore Nwoto
- Omidan
- Desire
- Itanje
- Mama Insurance
- Alebu kan
- Mawo'badan
- Tasere

## Vida personal
Da-Silva es nigeriana de nacimiento, de padres togoleses. Declara Lagos como su residencia habitual, pero mantiene conexiones con su extensa familia de Togo. En el año 2013 se convirtió del cristianismo al islam.